# Phytomyza splendida
Phytomyza splendida är en tvåvingeart som beskrevs av Spencer 1981. Phytomyza splendida ingår i släktet Phytomyza och familjen minerarflugor.
Artens utbredningsområde är Kalifornien. Inga underarter finns listade i Catalogue of Life.